# Bahnstrecke Lüttich–Maastricht
| Zug im Bahnhof Maastricht |                                                          |                                                   |                                                   |
| |                                                          |                                                   |                                                   |
| Streckennummer: | L40                                                      |                                                   |                                                   |
| Streckenlänge: | 29 km                                                    |                                                   |                                                   |
| Spurweite: | 1435 mm (Normalspur)                                     |                                                   |                                                   |
| Stromsystem: | Lüttich–Gronsveld: 3 kV = Gronsveld–Maastricht: 1,5 kV = |                                                   |                                                   |
| Streckengeschwindigkeit: | 120 km/h                                                 |                                                   |                                                   |
| Zweigleisigkeit: | durchgehend                                              |                                                   |                                                   |
| |                                                          |                                                   |                                                   |
| \| \| \| von Roermond und Heerlen \| \| \| \| 0,0 \| Maastricht \| Maastricht \| \| \| 1,6 \| Maastricht-Randwyck \| Maastricht-Randwyck \| \| \| 1,7 \| Heer \| Heer \| \| \| 4,7 \| Gronsveld \| Gronsveld \| \| \| 6,5 \| Maarland \| Maarland \| \| \| 9,0 \| Eijsden \| Eijsden \| \| \| 10,619,1 \| Niederlande/Belgien \| Niederlande/Belgien \| \| \| \| zur Montzenroute \| \| \| \| 16,9 \| Montzenroute (L 24) früher Visé-Bas (Turmbahnhof) \| Montzenroute (L 24) früher Visé-Bas (Turmbahnhof) \| \| \| 16,5 \| Visé (früher Pont de visé) \| Visé (früher Pont de visé) \| \| \| 15,1 \| Sauvré \| Sauvré \| \| \| 13,4 \| Pont d’Argenteau \| Pont d’Argenteau \| \| \| 13,0 \| Argenteau \| Argenteau \| \| \| 12,0 \| Sarolay \| Sarolay \| \| \| 10,9 \| Cheratte \| Cheratte \| \| \| 10,2 \| Château Cheratte \| Château Cheratte \| \| \| 8,8 \| Wandre \| Wandre \| \| \| 8,0 \| Souverein Wandre \| Souverein Wandre \| \| \| 5,9 \| Jupille \| Jupille \| \| \| \| Chertal (Hüttenwerk) \| \| \| \| 4,9 \| Bressoux \| Bressoux \| \| \| 3,1 \| Cornillon \| Cornillon \| \| \| 2,1 \| Liège-Longdoz \| Liège-Longdoz \| \| \| 1,0 \| Liège-Vennes (H) (nur 1905) \| Liège-Vennes (H) (nur 1905) \| \| \| 0,6 \| Liège-Vennes (1928–1956) \| Liège-Vennes (1928–1956) \| \| \| \| nach Liège-Guillemins \| \| \| \| 0,0 \| nach Aachen und Luxemburg (L 37) \| nach Aachen und Luxemburg (L 37) \| \| \| \| von Aachen und nach Flémalle \| \| |                                                          |                                                   |                                                   |
| Strecke |                                                          | von Roermond und Heerlen                          | von Roermond und Heerlen                          |
| Bahnhof | 0,0                                                      | Maastricht                                        | Maastricht                                        |
| Bahnhof | 1,6                                                      | Maastricht-Randwyck                               | Maastricht-Randwyck                               |
| ehemaliger Haltepunkt / Haltestelle | 1,7                                                      | Heer                                              | Heer                                              |
| ehemaliger Bahnhof | 4,7                                                      | Gronsveld                                         | Gronsveld                                         |
| ehemaliger Haltepunkt / Haltestelle | 6,5                                                      | Maarland                                          | Maarland                                          |
| Bahnhof | 9,0                                                      | Eijsden                                           | Eijsden                                           |
| Grenze | 10,619,1                                                 | Niederlande/Belgien                               | Niederlande/Belgien                               |
| Abzweig geradeaus und von links · Strecke von rechts |                                                          | zur Montzenroute                                  | zur Montzenroute                                  |
| ehemaliger Turmbahnhof geradeaus unten · Abzweig quer, nach links und nach rechts | 16,9                                                     | Montzenroute (L 24) früher Visé-Bas (Turmbahnhof) | Montzenroute (L 24) früher Visé-Bas (Turmbahnhof) |
| Bahnhof | 16,5                                                     | Visé (früher Pont de visé)                        | Visé (früher Pont de visé)                        |
| ehemaliger Haltepunkt / Haltestelle | 15,1                                                     | Sauvré                                            | Sauvré                                            |
| ehemaliger Haltepunkt / Haltestelle | 13,4                                                     | Pont d’Argenteau                                  | Pont d’Argenteau                                  |
| ehemaliger Bahnhof | 13,0                                                     | Argenteau                                         | Argenteau                                         |
| ehemaliger Haltepunkt / Haltestelle | 12,0                                                     | Sarolay                                           | Sarolay                                           |
| ehemaliger Bahnhof | 10,9                                                     | Cheratte                                          | Cheratte                                          |
| ehemaliger Haltepunkt / Haltestelle | 10,2                                                     | Château Cheratte                                  | Château Cheratte                                  |
| ehemaliger Bahnhof | 8,8                                                      | Wandre                                            | Wandre                                            |
| ehemaliger Bahnhof | 8,0                                                      | Souverein Wandre                                  | Souverein Wandre                                  |
| ehemaliger Bahnhof | 5,9                                                      | Jupille                                           | Jupille                                           |
| Betriebs-/Güterbahnhof Streckenanfang und quer · Abzweig geradeaus und von rechts |                                                          | Chertal (Hüttenwerk)                              | Chertal (Hüttenwerk)                              |
| Bahnhof | 4,9                                                      | Bressoux                                          | Bressoux                                          |
| ehemaliger Bahnhof | 3,1                                                      | Cornillon                                         | Cornillon                                         |
| ehemaliger Bahnhof | 2,1                                                      | Liège-Longdoz                                     | Liège-Longdoz                                     |
| ehemaliger Haltepunkt / Haltestelle | 1,0                                                      | Liège-Vennes (H) (nur 1905)                       | Liège-Vennes (H) (nur 1905)                       |
| ehemaliger Bahnhof | 0,6                                                      | Liège-Vennes (1928–1956)                          | Liège-Vennes (1928–1956)                          |
| Abzweig geradeaus, nach links und nach rechts |                                                          | nach Liège-Guillemins                             | nach Liège-Guillemins                             |
| Kreuzung geradeaus unten | 0,0                                                      | nach Aachen und Luxemburg (L 37)                  | nach Aachen und Luxemburg (L 37)                  |
| Abzweig geradeaus, von links und von rechts |                                                          | von Aachen und nach Flémalle                      | von Aachen und nach Flémalle                      |

Die Bahnstrecke Lüttich–Maastricht ist eine 31 Kilometer lange internationale Bahnstrecke, welche die beiden Maasmetropolen Lüttich in Belgien und Maastricht in den Niederlanden verbindet.

## Geografie
Die zweigleisig ausgeführte und elektrifizierte Verbindung folgt in ihrem Nordteil dem landschaftlich schönen Maasufer und durchquert in ihrem Südteil den von Schwerindustrie geprägten Lütticher Industrieraum.

### Bedeutende Knotenpunkte

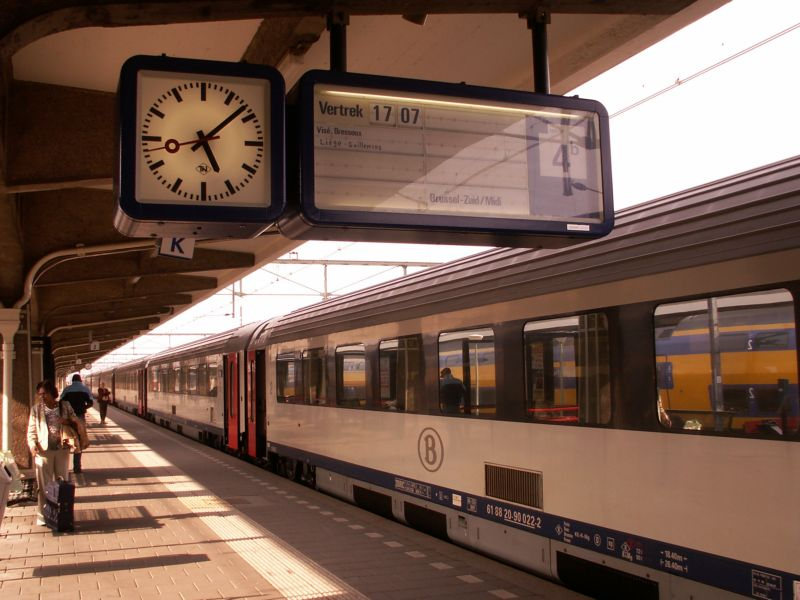
IC im Bf Maastricht

Die Strecke hat ihren Ausgangspunkt im Personenbahnhof Lüttich-Guillemins, dem neuen Lütticher Hauptbahnhof, von wo Verbindungen in Richtung Hasselt/Antwerpen, Maastricht, Luxemburg, Namur und Brüssel bestehen.
Bahntechnisch bedingt beginnt allerdings die Kilometrierung erst am Lütticher Streckenkreuz Y Val Benoit.
Im Endbahnhof Maastricht bestehen Anschlüsse mit Arriva nach Sittard und Roermond sowie mit dem Intercity über Eindhoven und Utecht nach Amsterdam. Außerdem ist über Heerlen mit dem RE 18 (Dreiländerzug) Aachen erreichbar.

### Abzweigende Strecken
- Lüttich–Aachen (am Lütticher Streckenkreuz Y Val Benoit)
- Schnellfahrstrecke Aachen–Lüttich
- Bressoux – Chertal (Industriebahn)
- Montzenroute am ehemaligen Turmbahnhof Visé Bas/Haute (mit Verbindungskurve und Gleisdreieck)

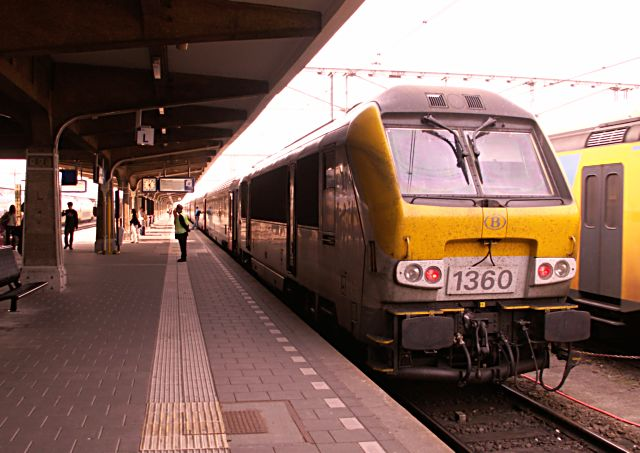
Reihe 13 vor IC O
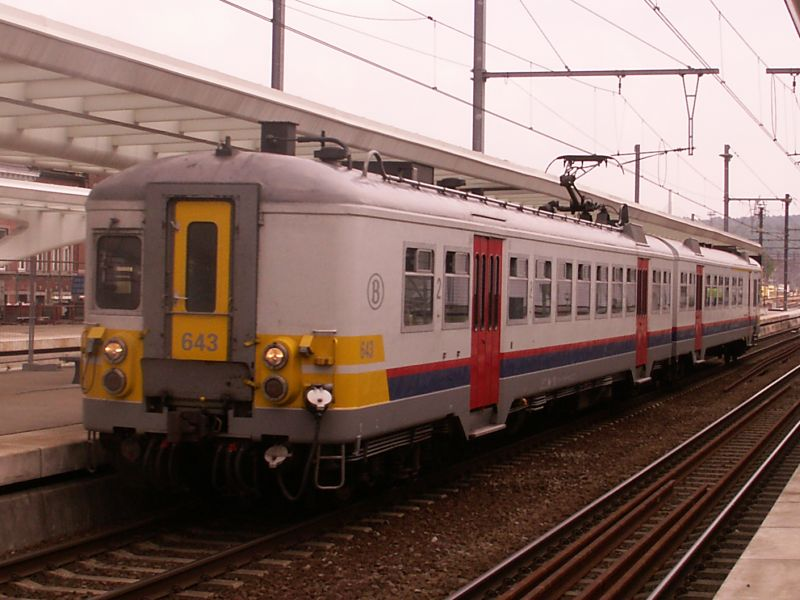
Typischer Triebwagen für den Regionalzug Lüttich–Maastricht
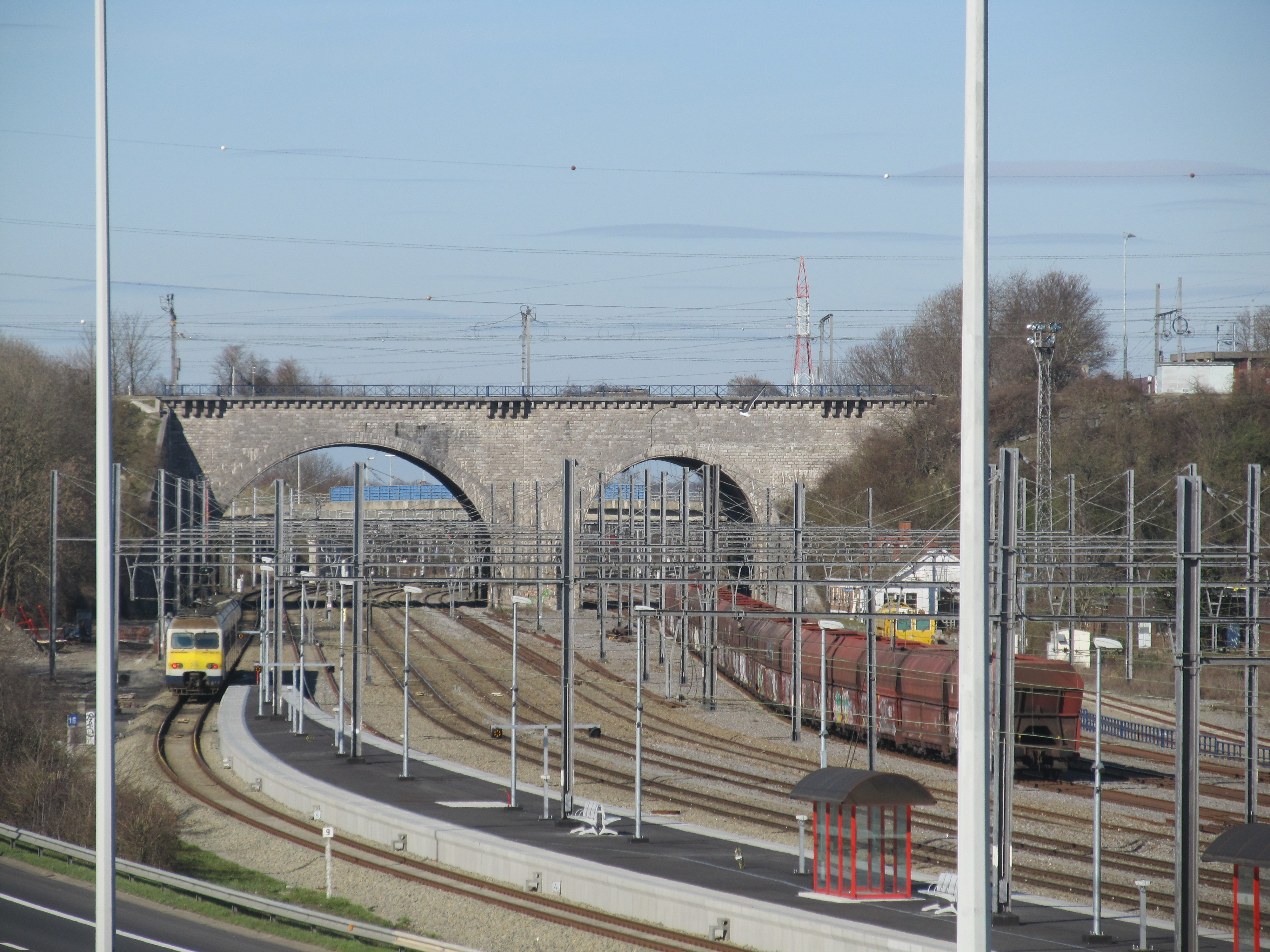
Bahnhof Visé mit Blick auf die Brücke der Montzenroute

## Betrieb und Geschichte
Die Strecke wurde 1861 eröffnet und im Rahmen einer Modernisierungsoffensive der SNCB in den 1980er Jahren elektrifiziert. Die für 3 kV Gleichspannung ausgerüsteten belgischen Züge können problemlos unter 1,5 kV Spannung fahren, wenn auch mit geringerer Leistung. Der Übergang zwischen den Bahnstromsystemen 3 kV Gleichstrom in Belgien und 1,5 kV Gleichstrom erfolgt in der Nähe von Gronsveld. Niederländische Züge, die nur für 1,5 kV ausgerüstet sind, haben daher ihre Endstation in Maastricht-Randwyck. Technisch und betrieblich handelt es sich bei dieser Bahnstrecke um eine weitgehend belgische Eisenbahn auf niederländischem Gebiet.
Da der Nahverkehr auf dieser Verbindung gegenüber dem internationalen Fernverkehr sowie dem Güterverkehr schon immer eine etwas untergeordnete Rolle spielte, wurden in der Nachkriegszeit mit dem Niedergang der Schwerindustrie im Großraum Lüttich, zahlreiche schwächer frequentierte Bahnhöfe und Haltepunkte aufgegeben.
Bis 2012 wurde die Strecke im Fernverkehr an Werktagen von Zügen der Belgischen Intercity-Linie O (Brüssel – Lüttich – Maastricht) im Stundentakt befahren. Dabei kamen die für Belgien üblichen IC-Garnituren aus einer Lok der NMBS/SNCB-Reihe 13 und 11-Wagen zum Einsatz. In der Nebenverkehrszeit und am Wochenende wurde diese Linie auf den Abschnitt Lüttich – Maastricht beschränkt und mit herkömmlichen Triebwagengarnituren der NMBS/SNCB-Reihe AM 62-79 befahren.
Da es in Brüssel Anschlüsse nach Paris und London gibt, konnte mit dem neuen IC O von Maastricht aus in 2 Stunden und 58 Minuten zum Beispiel Paris erreicht werden, nach London werden vier Stunden und 20 Minuten veranschlagt.
Im Jahr 2012 wurde die Intercity-Verbindung wieder eingestellt. Es fuhr jetzt wieder ein Regionalzug, der auch in Eijsden und Maastricht Randwyck hält. Somit ist Eijsden nach fünf Jahren wieder an das Bahnnetz angeschlossen. Seit dem 3. September 2018 ersetzt die S 43 den L-Zug im Rahmen der Einführung der S-Bahn Lüttich, es verkehren weiterhin Züge der Reihe AM 80. Seit dem 30. Juni 2024 wird die S43 zwischen Bahnhof Maastricht und Bahnhof Liège-Guillemins durch den Dreiländerzug ersetzt
| Linie      | Linienweg | Anzahl Stationen | Takt  | Takt   | Fahrzeuge            |
| Linie      | Linienweg | Anzahl Stationen | Mo–Fr | Sa, So | Fahrzeuge            |
| ---------- | --- | ---------------- | ----- | ------ | -------------------- |
| S43 (RE18) | Liège-Guillemins – Bressoux – Visé – Eijsden – Maastricht-Randwyck – Maastricht – Meerssen – Valkenburg – Heerlen – Landgraaf – Eygelshoven Markt – Herzogenrath – Aachen West – Aachen Hbf | 14               | 60′   | 60′    | Stadler Flirt 3      |
| S44        | Waremme – Bleret – Remicourt – Fexhe-le-Haut – Clocher – Voroux – Bierset-Awans – Ans – Liège-Guillemins – Bressoux – Visé                                                                  | 11               | 60′   | --     | AM/MS 62–79 AM/MS 08 |

Zwischen Liège-Guillemins und Visé wird von Montag bis Freitag ein 30-Minuten-Takt erreicht.

## Trivia
Der Haltepunkt Liège Vennes (H) wurde 1905 explizit nur für ein Jahr für die dortige Weltausstellung „Liège International“ eröffnet. Nachfolgebahnhof war der 1928 errichtete und schon 1956 aufgelassene Bahnhof Liège Vennes.